# Перемильське князівство
Перемильське князівство — одне з удільних князівств Волинської землі з центром у Перемилі. Обіймало територію верхів’їв річки Стир. Утворилося з Луцького князівства. З огляду на стратегічне значення постійно було об'єктом боротьби. Припинило своє існування невдовзі після монголо-татарської навали.

## Історія
Початок утворення Перемильського князівство достеменно невідомий. Низка дослідників посилаються на згадку в Іпатіївському літописі від 1097 року, де князь Давид Ігорович пропонував теребовлянському князю Василька, пропонуючи тому Перемиль. Втім достеменних підтверджень існування окремого Перемильського уділу в цей час немає. Але саме місто вже мало пований статус, центром ремісництва і торгівлі. Ймовірно внаслідок постійного розподілу володінь між Рюриковичами, воно могло утворитися десь до середини XII ст.
У 1180-х рока Інгвар Ярославич, що посів луцький престол, також мав Перемильське володіння. Напевне, в цей час воно оформлюється в удільне. У 1207—1211 роках Перемильське князівство було місцем боротьби між Данилом Галицьким, його братом Васильком Романовичем та Олександром Всеволодовичем. У 1209 році Василько, згідно з Галицько-Волинським літописом, князював у Перемилі. Втім до 1211 року з невідомих причин його втратив, де князем став Олександр. У 1215 року за підтримки польського князя Лешика Перемильське князівство знову повернуто Васильку Романовичу.
У 1220 році Перемильське князівство передано Ярославу Інгваровичу. 1223 році стало місцем бойових дій між Данилом Галицьким та Мстиславом Удатним. До 1241 року князівством керували нащадки Ярослава Інгваровича. 1241 року монгольські війська завдали нищівного удару князівству. Ймовірно після цього Перемильське князівство знову було приєднано до Волинського князівства. Існування перемисльських князів залишилося лише в титулатурі.